# Waldbrunn, Baden-Württemberg
Waldbrunn là một thị xã nằm ở huyện Neckar-Odenwald-Kreis, thuộc bang Baden-Württemberg, Đức.